# Eurotúra
Az Eurotúra (EuroTrip) egy 2004-es amerikai vígjáték, amit Jeff Schaffer, Alec Berg és David Mandel írt és rendezett. A főszerepben Scott Mechlowicz, Jacob Pitts, Michelle Trachtenberg, Travis Wester, és Jessica Boehrs látható, utóbbinak ez volt az első filmes szerepe.
A cselekmény egy frissen érettségiző srácról, Scottyról szól, aki keresztülutazza Európát, hogy megtalálja levelezőpartnerét, Miekét. Vele tart barátja, Cooper, és a kétpetéjű ikerpár Jenny és Jaime. Útjuk során megannyi kínos és vicces szituációba keverednek.
Maga a film vegyes kritikai fogadtatásra lelt, és bevételek terén is rosszul teljesített, viszont a házimozis megjelenést követően kultklasszikussá vált.

## Történet
|  | Alább a cselekmény részletei következnek! |

Az Ohio állambeli Hudson városában él Scott "Scotty" Thomas, akit közvetlenül az érettségi ünnepséget követően dob a barátnője, Fiona. Elkeseredett állapotban vesz részt a barátjával, Cooperrel az ezt követő esti bulin, ahol a fellépő zenekar a "Scotty Doesn't Know" című dalt énekli, amelyről kiderül, hogy arról szól, hogy a frontember Donnyval hogy csalta meg Fiona Scottyt. Részegen megy haza, ahol elolvassa a nemrég érkezett üzenetet a német levelezőpartnerétől, Miekétől, akit ő Mike-nak hisz. Mieke megpróbálja vigasztalni és azt javasolja, hogy találkozzanak. Scotty azt hiszi, hogy férfival beszél, ezért válaszüzenetében durván visszautasítja. Később az öccse lesz az, aki felvilágosítja, hogy a Mieke női név. Amikor Scotty rájön, hogy mit csinált, és hogy a lány vonzódik hozzá, megpróbálja vele felvenni a kapcsolatot, de eddigre az e-mail címet blokkolták. Scooty elhatározza, hogy Cooperrel együtt Európába utazik, hogy személyesen kérjen bocsánatot.
Scotty és Cooper először Londonba érkeznek, ahol összebarátkoznak egy Manchester United szurkolói csoporttal. Miután együtt bulizzák át az éjszakát, arra ébrednek, hogy úton vannak Párizsba egy buszon. A városba érve találkoznak osztálytársaikkal, Jennyvel és Jaime-vel, akik kétpetéjű ikrek, és éppen beutazzák Európát. Úgy döntenek, hogy ők is csatlakoznak, hogy segítsenek megtalálni Miekét. Ezután Amszterdamba mennek, ahol a piroslámpás negyedben Jaime-t orális szex közben kirabolják, és ezzel elveszíti valamennyiük pénzét, útlevelét és vonatjegyét. Megpróbálnak stoppolni Berlinbe, de nyelvi félreértések miatt Pozsonyban kötnek ki. Mikor rájönnek, hogy az a kevéske pénzük, ami maradt, itt rengeteget ér, átváltják, majd elmennek bulizni. Abszint hatása alá kerülnek, amitő Jenny és Jaime csókolózni kezdenek. Másnap egy szlovák férfi viszi el őket Berlinbe. Scotty és Cooper itt megtudják, hogy Mieke is elutazott, mégpedig Rómába. Jaime eladja a féltve őrzött fényképezőgépét, hogy meg tudják venni a repülőjegyet.
Rómába érve azonnal a Vatikánba indulnak, ahol Mieke szétnéz, mielőtt tengerre szállna a nyáron. Véletlenül megkongatják San Marco harangját, amitől az emberek azt hiszik, hogy meghalt a pápa, majd az erre összecsődülő tömegben Scotty meglátja Miekét. A pápa testőrsége meg akarja őket akadályozni abban, hogy odamenjenek, de az utolsó pillanatban megérkeznek a Manchester United szurkolói, mint a felmentősereg. Scotty végre bocsánatot kérhet Miekétől és megvallhatja neki a szerelmét, ezután pedig az egyik gyóntatófülkében szeretkeznek. A hazafelé úton Jenny és Cooper is ugyanúgy tesznek egymással, miközben Jaime Európában marad, mert felkérik, hogy írjon útikönyveket.

Ősszel Scotty egyetemre megy, és amikor beköltözik a kollégiumba, meglepve tapasztalja, hogy Mieke lesz a szobatársa, mert itt is fiúnak hitték.
|  | Itt a vége a cselekmény részletezésének! |

## Szereplők
Főszereplők
- Scott Mechlowicz – Scott (Scotty) Thomas
- Jacob Pitts – Cooper Harris
- Michelle Trachtenberg – Jenny
- Travis Wester – Jamie

Ohio
- Kristin Kreuk – Fiona
- Nial Iskhakov – Bert Thomas (Scott öccse)
- Matt Damon – Donny
- Jeffrey Tambor – Scott apja

London
- Vinnie Jones – Mad Maynard (Huligánok vezetője)

Párizs
- J.P. Manoux – Robotember
- Patrick Rapold – Christoph
- Fred Armisen – beteg olasz férfi a vonaton

Amszterdam
- Lucy Lawless – Madame Vandersexxx
- Go Go Dyei Jen-Michel – Rasta pincér
- Jana Pallaske – Anna, a fényképezőgépárus
- Diedrich Bader – Rabló

Pozsony
- Dominic Raacke – Kamionsofőr
- Steve Hytner – Zöld tündér
- Rade Šerbedžija – Tibor

Berlin
- Walter Sittler – Mieke apja
- Adam Dotlacil – Heinrich

Vatikán
- Predrag Bjelac – Olasz férfi
- Joel Kirby – Svájci biztonsági személyzet tagja
- Jessica Böhrs – Mieke
- Patrick Malahide – Arthur Frommer
- Jack Marston – II. János Pál pápa
- Mindy Sterling – Nő a gyóntatószékben

## Információk
A film kezdetben sikertelen volt számtalan különböző tényező miatt, például A Passió hatalmas sikere, és a negatív reakciók az R-besorolású filmekkel szemben, mint a Szüzet szüntess esetében. A film 17 718 233 dollár bevételt hozott. Végül kultfilmmé vált a kategóriájában.[forrás?]

## Zene
A "Scotty Doesn't Know" (Scotty nem tudja) c. dalt a filmhez írták. A Lustra adja elő, de a filmben az énekest kicserélték Matt Damon-ra, akinek a karaktere elszerette Scotty barátnőjét, és ez a dal tárgya.
A dal rengeteg pajzán utalást tartalmaz arról, hogyan csalja Scotty-t a barátnője, Fiona (Kristin Kreuk) hosszú ideje. A dal gyakori jelenséggé válik a filmben: kicsit később Pozsonyban, a szám remixelt változata megy a nightclubban. A film végére annyira elterjedtté válik, hogy Cooper ezt használja a mobiltelefonja csengőhangjának. Többször is "catchy tune" (fülbemászó dallam)-ként jellemzik.

## Érdekességek
- A "biztonsági szó" amit Cooper megpróbál kimondani (FLÜGGÅƏNKδ€ČHIŒßØLSÊN), kitalált szó, több különböző európai nyelv karakterét tartalmazza, még az Euro jelét is (€)

- Míg a filmben Mieke és Scotty egy kollégiumi szobába kerülnek tévedésből, az Oberlin College-ben van néhány "All Gender" ("nemtől független") szoba, ahol ez megengedett.[2]

- A film elején Republic of Ireland (Ír Köztársaság) felirat olvasható a brit zászló alatt.

- Szintén a film elején Szlovákia zászlójának színsorrendje helytelenül van felfestve. (fehér, kék, piros helyett → fehér, piros, kék)

- A csoport ezt mondja: "And we can go to Denmark… Yeah, I love Denmark!" (Elmehetünk Dániába…Szeretem Dániát!), de ez az egyetlen ország, amit nem látogatnak meg a javasoltak közül.

- Amikor Mieke megírta a válaszlevelet Scottynak, hogy ellátogathatna Amerikába (Mieke), akkor egy pillanatra mutatják az e-mailt is, amiben nem olvasható a zusammen (együtt, összejönni) szó. Mikor Scotty közelebb hajol a monitorhoz az e-mail olvasása közben, megakad a szeme ezen a szón, mivel nem ismeri. Dióhéjban: a zusammen nem szerepelt az e-mailben, csak a következő pillanatban.

- Amikor Pozsonyban vannak és a buszmegállóban állnak Jamie letámadja Coopert és a sárga táblára nem az van írva, hogy "zastávka" (ami azt jelenti, hogy megálló) hanem "zástavka" (ami pedig zászlócskát jelent).

## Külső hivatkozások
- A film weboldala
- Lucy Lawless az Eurotúrában (angol)
- A Scotty Doesn't know karaoke változata
- Eurotúra a PORT.hu-n (magyarul)